# Индиароба
Индиароба (порт. Indiaroba) — муниципалитет в Бразилии, входит в штат Сержипи. Составная часть мезорегиона Восток штата Сержипи. Входит в экономико-статистический микрорегион Эстансия. Население составляет 14 294 человека на 2006 год. Занимает площадь 311,4 км². Плотность населения — 45,9 чел./км².

## История
Город основан в 1846 году.

## Статистика
- Валовой внутренний продукт на 2004 составляет 42.572.417,00 реалов (данные: Бразильский институт географии и статистики).
- Валовой внутренний продукт на душу населения на 2004 составляет 3.052,88 реалов (данные: Бразильский институт географии и статистики).
- Индекс развития человеческого потенциала на 2000 составляет 0,605 (данные: Программа развития ООН).